# Kappa Alpha Society
La Kappa Alpha Society (ΚΑ), fondata nel 1825, fu la progenitrice del moderno sistema di fratellanze e sorellanze nel Nordamerica. Essa è considerata la più anziana, nazionale, segreta, fraternità sociale a lettere greche e fu la prima tra le fraternità che sarebbe infine divenuta nota come la Union Triad.
Altre fraternità devono la loro nascita all'Union College, comprese Psi Upsilon (1833), Chi Psi (1841) e Theta Delta Chi (1847). Collettivamente, queste varie fondazioni ottennero dall'Union College il titolo di Madre delle Fratellanze. Mentre numerose fraternità pretendono di essere le più antiche, il Manuale di Baird delle fraternità dell'American College sostiene che ΚΑ ha mantenuto una continuità nell'attività fin dalla sua fondazione, rendendosi la più anziana fraternità di laureandi che esista oggi. Nel 2012, vi erano nove capitoli attivi negli Stati Uniti e Canada.

## Storia
Secondo il Manuale di Baird, nove studenti presso lo Union College a Schenectady (New York)—John Hart Hunter, John McGeoch, Isaac W. Jackson, Thomas Hun, Orlando Meads, James Proudfit e Joseph Anthony Constant della classe 1826, e Arthur Burtis e Joseph Law della classe del 1827—fondarono la Società il 26 novembre 1825 da un gruppo informale che si faceva chiamare The Philosopher, che fu fondato da Hunter, Jackson e Hun nel 1823. L'organizzazione rappresenta il collegamento centrale tra società segrete, società letterarie e società di fratellanza di lettera greca, come Phi Beta Kappa. Nelle parole del membro fondatore Arthur Burtis:
(Arthur Burtis)
La prima espansione della Società ebbe luogo nel 1833 al Williams College su richiesta di quattordici studenti guidati da Azariah S. Clark della classe 1834.
The Kappa Alpha Society, emulata da Sigma Phi (est. 1827) e da Delta Phi (est. 1827), costituiva la Union Triad, i pionieri del sistema nordamericano di fraternità sociali.
Questa organizzazione non va confusa con il Kappa Alpha Order, una fraternità nazionale completamente separata.

## Capitoli
Capitoli sono designati con un'abbreviazione del nome latino dell'istituzione. Gruppi attivi indicati in grassetto, gruppi inattivi indicati in corsivo.
| No. | Date di fondazione e anni di attività            | Capitolo                 | Istituzione                   | Località                    | Status    | Note         |
| --- | ------------------------------------------------ | ------------------------ | ----------------------------- | --------------------------- | --------- | ------------ |
| 1.  | 26 novembre 1825-2003, 2011-presente             | New York Alpha (CC)      | Union College                 | Schenectady, New York       | Attivo    |              |
| 2.  | 29 ottobre 1833-1983                             | Massachusetts Alpha (CG) | Williams College              | Williamstown, Massachusetts | Dormiente | [ 5 ]        |
| 3.  | 26 novembre 1844 -1854, 1879-2003, 2005-presente | New York Beta (CH)       | Hobart College                | Geneva, New York            | Attivo    | [ 4 ] [ 6 ]  |
| 4.  | 21 ottobre 1852-1855, 1983-1998                  | New Jersey Alpha (CNC)   | Università di Princeton       | Princeton, New Jersey       | Dormiente |              |
| 5.  | 8 gennaio 1857-1861                              | Virginia Alpha (VV)      | Università della Virginia     | Charlottesville, Virginia   | Dormiente |              |
| 6.  | 12 novembre 1868-1990, 2007-2018                 | New York Gamma (VC)      | Università Cornell            | Ithaca, New York            | Dormiente | [ 7 ]        |
| 7.  | 19 febbraio 1892-presente                        | Ontario Alpha (VT)       | Università di Toronto         | Toronto, Ontario            | Attivo    |              |
| 8.  | 2 gennaio 1894-2018                              | Pennsylvania Alpha (VL)  | Lehigh University             | Bethlehem, Pennsylvania     | Dormiente |              |
| 9.  | 21 aprile 1899-1971, 1987-2006, 2012-present     | Quebec Alpha (VM)        | Università McGill             | Montreal, Québec            | Attivo    |              |
| 10. | 26 aprile 1913 - presente                        | Pennsylvania Beta (VP)   | Università della Pennsylvania | Filadelfia, Pennsylvania    | Attivo    | [ 4 ] [ 8 ]  |
| 11. | 14 febbraio 1948-presente                        | Ontario Beta (VOO)       | University of Western Ontario | London, Ontario             | Attivo    | [ 9 ]        |
| 12. | 18 marzo 1967-1993, 1994-1997                    | Connecticut Alpha (VW)   | Wesleyan University           | Middletown, Connecticut     | Dormiente | [ 4 ] [ 10 ] |
| 13. | 5 novembre 1988-2011                             | Alberta Alpha (VA)       | Università dell'Alberta       | Edmonton, Alberta           | Dormiente |              |
| 14. | 23 novembre 1991-1999                            | Alberta Beta (VAC)       | Università di Calgary         | Calgary, Alberta            | Dormiente |              |
| 15. | 21 novembre 2009-presente                        | Nova Scotia Alpha (VD)   | Dalhousie University          | Halifax, Nuova Scozia       | Attivo    |              |